# 宣府巡撫
宣府巡撫 (仮名：せんふ じゅんぶ，拼音：Xuānfǔ xúnfǔ) は、明前期から清初期にかけて存在した巡撫。

## 明代
正式名称は「巡撫宣府地方贊理軍務」。正統元年 (1436)、都御史に塞北の巡邏を命じたことがきっかけとなり、巡撫を設置した。設置当初は宣府と大同府を併せて管轄したが、景泰2年 (1451) になると大同巡撫が分離し、後に再び統合されたものの、成化10年 (1474) に再分設。同14年 (1478) 以降は賛理軍務を兼務した。
| 序次 | 姓名   | 着任年月           | 解任年月            |
| 1    | 李儀   | 正統元年 (1436)    | 正統2年 (1437)      |
| 2    | 盧睿   | 正統2年(1437) 3月  | 正統5年(1440) 4月   |
| 3    | 羅亨信 | 正統5年 (1440)     | 景泰元年(1450) 正月 |
| 4    | 任寧   | 景泰元年 (1450)    | 景泰2年 (1451)      |
| 5    | 劉璉   | 景泰2年 (1451)     | 景泰2年 (1452)      |
| 6    | 李秉   | 景泰2年 (1452)     | 天順元年 (1457)     |
| 7    | 王宇   | 天順2年 (1458)     | 天順4年 (1460)      |
| 8    | 韓雍   | 天順4年 (1460)     | 天順6年 (1462)      |
| 9    | 李匡   | 天順6年 (1462)     | 天順8年 (1464)      |
| 10   | 李秉   | 天順8年 (1464)     | 天順8年 (1464)      |
| 11   | 葉盛   | 天順8年 (1464)     | 成化3年 (1467)      |
| 12   | 王越   | 成化3年 (1467)     | 成化4年 (1468)      |
| 13   | 鄭寧   | 成化4年(1468) 4月  | 成化7年(1471) 10月  |
| 14   | 林聡   | 成化7年(1471) 10月 | 成化8年 (1472)      |
| 15   | 鄭寧   | 成化8年(1472) 5月  | 成化9年(1473) 8月   |
| 16   | 殷謙   | 成化9年(1473) 8月  | 成化14年 (1478)     |
| 17   | 張頤   | 成化14年 (1478)    | 成化16年 (1480)     |
| 18   | 郭鏜   | 成化16年 (1480)    | 成化17年 (1481)     |
| 19   | 秦紘   | 成化17年 (1481)    | 成化20年 (1484)     |
| 20   | 李岳   | 成化20年 (1484)    | 成化23年 (1487)     |
| 21   | 張錦   | 成化23年 (1487)    | 弘治元年 (1488)     |
| 22   | 李介   | 弘治元年 (1488)    | 弘治2年 (1489)      |
| 23   | 王継   | 弘治2年 (1489)     | 弘治2年 (1489)      |
| 24   | 強珍   | 弘治2年 (1489)     | 弘治3年 (1490)      |
| 25   | 楊謐   | 弘治3年 (1490)     | 弘治7年 (1494)      |
| 26   | 陳紀   | 弘治7年 (1494)     | 弘治9年 (1496)      |
| 27   | 馬中錫 | 弘治9年 (1496)     | 弘治12年 (1499)     |
| 28   | 雍泰   | 弘治12年 (1499)    | 弘治14年 (1501)     |
| 29   | 張縉   | 弘治14年(1501) 4月 | 弘治14年(1501) 11月 |
| 30   | 劉聡   | 弘治14年 (1501)    | 弘治16年 (1503)     |
| 31   | 李進   | 弘治16年 (1503)    | 弘治18年 (1505)     |
| 32   | 張鼐   | 弘治18年 (1505)    | 正徳元年 (1506)     |
| 33   | 車霆   | 正徳元年 (1506)    | 正徳2年 (1507)      |
| 34   | 劉璟   | 正徳2年 (1507)     | 正徳2年 (1507)      |
| 35   | 鄧璋   | 正徳3年 (1508)     | 正徳3年 (1508)      |
| 36   | 陸完   | 正徳3年 (1508)     | 正徳4年 (1509)      |
| 37   | 馬炳然 | 正徳4年 (1509)     | 正徳4年 (1509)      |
| 38   | 楊綸   | 正徳4年 (1509)     | 正徳5年 (1510)      |
| 39   | 楊武   | 正徳5年 (1510)     | 正徳5年 (1510)      |
| 40   | 夏景和 | 正徳5年 (1510)     | 正徳5年 (1510)      |
| 41   | 周南   | 正徳5年 (1510)     | 正徳5年 (1510)      |
| 42   | 燕忠   | 正徳6年 (1511)     | 正徳6年 (1511)      |
| 43   | 趙璜   | 正徳6年 (1511)     | 正徳7年 (1512)      |
| 44   | 王雲鳳 | 正徳7年 (1512)     | 正徳8年 (1513)      |
| 45   | 孟春   | 正徳8年 (1513)     | 正徳9年 (1514)      |
| 46   | 張檜   | 正徳9年 (1514)     | 正徳10年 (1515)     |
| 47   | 王純   | 正徳10年 (1515)    | 正徳11年 (1516)     |
| 48   | 劉達   | 正徳11年 (1516)    | 正徳14年 (1519)     |
| 49   | 寧杲   | 正徳14年 (1519)    | 正徳16年 (1521)     |
| 50   | 李鐸   | 正徳16年 (1521)    | 嘉靖3年 (1524)      |
| 51   | 寇天叙 | 嘉靖3年 (1524)     | 嘉靖3年 (1524)      |
| 52   | 張縉   | 嘉靖3年 (1524)     | 嘉靖4年 (1525)      |
| 53   | 周金   | 嘉靖4年 (1525)     | 嘉靖6年 (1527)      |
| 54   | 劉源清 | 嘉靖6年 (1527)     | 嘉靖12年 (1533)     |
| 55   | 韓邦奇 | 嘉靖12年 (1533)    | 嘉靖13年 (1534)     |
| 56   | 路迎   | 嘉靖13年 (1534)    | 嘉靖15年 (1536)     |
| 57   | 郭登庸 | 嘉靖15年 (1536)    | 嘉靖18年 (1539)     |
| 58   | 楚書   | 嘉靖18年 (1539)    | 嘉靖21年 (1542)     |
| 59   | 王儀   | 嘉靖21年 (1542)    | 嘉靖24年 (1545)     |
| 60   | 孫錦   | 嘉靖24年(1545) 3月 | 嘉靖28年 (1549)     |
| 61   | 李仁   | 嘉靖28年 (1549)    | 嘉靖28年 (1549)     |
| 62   | 郭宗皋 | 嘉靖28年 (1549)    | 嘉靖28年 (1549)     |
| 63   | 李良   | 嘉靖28年 (1549)    | 嘉靖29年 (1550)     |
| 64   | 劉璽   | 嘉靖29年 (1550)    | 嘉靖32年 (1553)     |
| 65   | 劉廷臣 | 嘉靖32年 (1553)    | 嘉靖34年 (1555)     |
| 66   | 張渙   | 嘉靖34年 (1555)    | 嘉靖36年 (1557)     |
| 67   | 張鎬   | 嘉靖36年 (1557)    | 嘉靖37年 (1558)     |
| 68   | 何思   | 嘉靖37年 (1558)    | 嘉靖38年 (1559)     |
| 69   | 遅鳳翔 | 嘉靖38年 (1559)    | 嘉靖40年 (1561)     |
| 70   | 趙孔昭 | 嘉靖40年 (1561)    | 嘉靖42年 (1563)     |
| 71   | 楊巍   | 嘉靖42年 (1563)    | 嘉靖43年 (1564)     |
| 72   | 李秋   | 嘉靖43年 (1564)    | 嘉靖45年 (1566)     |
| 73   | 冀錬   | 嘉靖45年 (1566)    | 隆慶2年 (1568)      |
| 74   | 王遴   | 隆慶2年 (1568)     | 隆慶4年 (1570)      |
| 75   | 孟重   | 隆慶4年 (1570)     | 隆慶5年 (1571)      |
| 76   | 吳兌   | 隆慶5年 (1571)     | 萬曆5年 (1577)      |
| 77   | 王一鶚 | 萬曆5年 (1577)     | 萬曆7年 (1579)      |
| 78   | 張佳胤 | 萬曆7年 (1579)     | 萬曆9年 (1581)      |
| 79   | 蕭大亨 | 萬曆9年 (1581)     | 萬曆15年 (1587)     |
| 80   | 許守謙 | 萬曆15年 (1587)    | 萬曆17年 (1589)     |
| 81   | 郭四維 | 萬曆17年 (1589)    | 萬曆19年 (1591)     |
| 82   | 王世揚 | 萬曆19年 (1591)    | 萬曆22年 (1594)     |
| 83   | 王象乾 | 萬曆22年 (1594)    | 萬曆29年 (1601)     |
| 84   | 彭国光 | 萬曆29年 (1601)    | 萬曆32年 (1604)     |
| 85   | 馬鳴鑾 | 萬曆32年 (1604)    | 萬曆35年 (1607)     |
| 86   | 連標   | 萬曆35年 (1607)    | 萬曆37年 (1609)     |
| 87   | 薛三才 | 萬曆37年 (1609)    | 萬曆40年 (1612)     |
| 88   | 汪道亨 | 萬曆40年 (1612)    | 萬曆46年 (1617)     |
| *    | 吳崇礼 | 萬曆46年 (1617)    | 萬曆46年 (1617)     |
| 89   | 趙士諤 | 萬曆46年 (1617)    | 萬曆47年 (1619)     |
| 90   | 張経世 | 萬曆47年(1619) 7月 | 泰昌元年(1620) 10月 |
| 91   | 謝経邦 | 泰昌元年 (1620)    | 天啓2年 (1622)      |
| 92   | 王之臣 | 天啓2年(1622) 2月  | 天啓3年 (1623)      |
| 93   | 徐良彦 | 天啓3年(1623) 11月 | 天啓5年(1625) 2月   |
| 94   | 張曉   | 天啓5年(1625) 3月  | 天啓6年(1626) 7月   |
| 95   | 秦士文 | 天啓6年(1626) 7月  | 天啓7年 (1627)      |
| 96   | 李養冲 | 天啓7年 (1627)     | 崇禎2年 (1629)      |
| 97   | 郭之琮 | 崇禎2年 (1629)     | 崇禎2年 (1629)      |
| 98   | 楊述程 | 崇禎3年(1630) 6月  | 崇禎3年 (1630)      |
| 99   | 沈棨   | 崇禎3年(1630) 10月 | 崇禎5年 (1632)      |
| 100  | 馬士英 | 崇禎5年(1632) 7月  | 崇禎5年 (1632)      |
| 101  | 焦源清 | 崇禎5年 (1632)     | 崇禎7年 (1634)      |
| 102  | 陳新甲 | 崇禎7年 (1634)     | 崇禎9年 (1636)      |
| 103  | 張維世 | 崇禎9年 (1636)     | 崇禎9年 (1636)      |
| 104  | 劉永祚 | 崇禎9年 (1636)     | 崇禎13年 (1640)     |
| 105  | 江禹緒 | 崇禎14年 (1641)    | 崇禎14年 (1641)     |
| 106  | 李鑑   | 崇禎15年 (1642)    | 崇禎15年 (1642)     |
| 107  | 朱之馮 | 崇禎15年 (1643)    | 崇禎17年(1644) 3月  |

## 清代
順治 (1644) 元年旧暦5月、清朝は明制を踏襲して宣大(宣府大同)総督および、順天巡撫、保定巡撫、宣府巡撫の三巡撫を設置した。宣府巡撫は定員一名を宣府鎮に駐在させ、延慶と保安の二州を管轄することとし、明代に宣府巡撫を務めた李鑑が任命された。順治9年 (1652)、宣大総督に統合される形で廃止された。
| 任職者 | 着任年          | 解任年         |
| ------ | --------------- | -------------- |
| 李鑑   | 順治元年 (1644) | 順治2年 (1645) |
| 馮聖兆 | 順治2年 (1645)  | 順治9年 (1652) |

## 脚註
1. ↑  “職官二 (都察院附總督 巡撫)”. 明史. 73
2. ↑  “正統2年3月1日段17304”. 英宗睿皇帝實錄. 28. "辛卯朔陞監察御史盧睿為行在都察院右僉都御史廵撫大同宣府"
3. ↑  “正統5年4月9日段18294”. 英宗睿皇帝實錄. 66. "庚辰。逮右僉都御史・盧睿下獄。睿巡撫大同・宣府。瓦剌使臣回至大同、總兵官・朱冕等欲增供給羊二百隻。睿忿曰「軍民貧甚、此何從出、如此館待、何日是了。」語聞、上命睿自陳狀、睿飾詞不實。于是、給事中御史交章劾之、械睿至京、會官廷鞫、論罪應杖、遂下獄。"
4. ↑  “廢帝郕戾王附錄第五 景泰1年1月25日段21497”. 英宗睿皇帝實錄. 187. "巡撫大同宣府左副都御史・羅亨信、自陳年七十四、衰病不能理邊事、乞致仕。從之。"
5. ↑  “成化4年4月28日段27407”. 憲宗純皇帝實錄. 53. "以太僕寺卿・鄭寧、爲都察院左僉都御史、巡撫宣府地方。"
6. 1 2  “成化7年10月10日段28459”. 憲宗純皇帝實錄. 97. "戊寅。敕巡撫大同、右都御史・林聰、代鄭寧往來、巡撫宣府。寧以憂去也。"
7. ↑  “成化8年5月16日段28650”. 憲宗純皇帝實錄. 104. "壬子。起復左僉都御史・鄭寧、巡撫宣府地方。時、寧居母喪、纔半歲。吏部舉之。寧乞終制。不允。"
8. 1 2  “成化9年8月10日段29013”. 憲宗純皇帝實錄. 119. "改命右副都御史・殷謙、巡撫宣府、右僉都御史・鄭寧、巡撫大同。初、代王奏「謙當朝使、册封郡王、不隨侍行禮、出視邊墻、不辭而行、并役銀匠、而不給傭錢、諸不法事。」命戶科給事中・杜嶠等、往勘劾、奏「謙當逮問。」有旨「宥之。而勑謙與寧、兩易巡撫。」"
9. ↑  “弘治14年4月17日段37518”. 孝宗敬皇帝實錄. 173. "陞巡撫保定等府、都察院右僉都御史・張縉、爲右副都御史、巡撫宣府。"
10. ↑  “弘治14年11月15日段37737”. 孝宗敬皇帝實錄. 181. "己丑。改巡撫宣府、都察院右副都御史・張縉、總督漕運、兼巡撫鳳陽等處。"
11. ↑  “嘉靖24年3月26日段50739”. 世宗肅皇帝實錄. 297. "戊子。陞……河南按察使・孫錦、爲す右僉都御史、巡撫宣府。……"
12. ↑  “萬曆47年7月18日段72116”. 神宗顯皇帝實錄. 584. "勑張經世、陞都察院右僉都御史、巡撫宣府地方、贊理軍務。"
13. ↑  “泰昌1年10月10日段72564”. 熹宗悊皇帝實錄. 2. "……宣府巡撫・張經世、爲添設兵部右侍郎。"
14. ↑  “天啓2年2月29日段73081”. 熹宗悊皇帝實錄. 19. "陞山西布政使司參政・王之臣、爲都察院右僉都御史、巡撫宣府。"
15. ↑  “天啓3年11月26日段73705”. 熹宗悊皇帝實錄. 41. "陞……左通政・徐良彥、爲巡撫右僉都御史。良彥宣府。……"
16. ↑  “天啓5年2月23日段73985”. 熹宗悊皇帝實錄. 56. "得旨「……徐良彥貪險有名、豈堪重任、著降三級、調外任用。」"
17. ↑  “天啓5年3月16日段74007”. 熹宗悊皇帝実録. 57. "陞山西按察使・張曉、爲右僉都御史、巡撫宣府地方。"
18. ↑  “天啓6年7月22日段74496”. 熹宗悊皇帝實錄. 74. "陞……宣府巡撫、都察院右僉都御史・張曉、爲戶部右侍郎。"
19. ↑  “天啓6年7月25日段74499”. 熹宗悊皇帝實錄. 74. "陞……山西布政使司右布政使・秦士文、爲都察院右僉都御史、巡撫宣府。"
20. ↑  “崇禎3年6月17日段77877”. 史語所藏鈔本崇禎長編. 35. "陞楊述程、爲兵部右侍郎、兼都察院右僉都御史、巡撫宣府。"
21. ↑  “崇禎3年10月19日段77994”. 史語所藏鈔本崇禎長編. 39. "陞沈棨、爲右僉都御史、巡撫宣府等處。"
22. ↑  “崇禎5年7月19日段75307”. 崇禎實錄. 5. "乙卯。以馬士英、爲右僉都御史、巡撫宣府。丙寅。逮士英、以擅笞張家口守備。又、取都司庫六千金、太監・王坤密以聞。"
23. ↑  “崇禎5年7月20日段78637”. 史語所藏鈔本崇禎長編. 61. "丙辰。陞馬士英、爲右僉都御史、巡撫宣府。"
24. ↑  “崇禎17年3月7日段78894”. 明實錄：痛史本崇禎長編. 2. "乙未。李自成犯宣府。白廣恩、姜驤、叛降。監視太監・杜勳迎賊。巡撫・朱之馮不屈、賊磔殺之。"
25. 1 2 3  “順治1年5月17日段3293”. 世祖章皇帝實錄. 5. "以故明巡撫宣府都察院右僉都御史・李鑑、仍爲原官。"
26. 1 2 3  “職官三 (總督)”. 清史稿. 116
27. 1 2  “順治2年2月6日段3513”. 世祖章皇帝實錄. 14. "陞宣府巡撫・李鑑、爲兵部右侍郎、兼都察院右僉都御史、總督宣大等處軍務。○擢原任山西潞安府通判・馮聖兆、爲都察院右僉都御史、巡撫宣府。"
28. ↑  “順治9年4月6日段5347”. 世祖章皇帝實錄. 64. "丁未。戶部以錢糧不敷、遵旨會議。……一、宣府巡撫宜裁、以總督兼理。……"

## 典拠

### 史書
- 『明實錄』
- 巴泰, 他『世祖章皇帝實錄』康熙11年 (1672) 上梓, 1937年刊行 (漢) ＊中央研究院歴史語言研究所版
- 馬斉, 張廷玉, 蒋廷錫, 他『聖祖仁皇帝實錄』雍正9年 (1731) 上梓, 1937年刊行 (漢) ＊中央研究院歴史語言研究所版
- 張廷玉, 他『明史』乾隆4年 (1739) (漢)
- 趙爾巽, 他100余名『清史稿』清史館, 民国17年(1928) (漢) ＊中華書局版

### Web
- 中央研究院歴史語言研究所 (台湾)
  - 「明實錄、朝鮮王朝実録、清實錄資料庫」
  - 「人名權威 人物傳記資料庫」
  - 「清代職官資料庫」